# Rajko Đurić
Rajko Đurić; en cirílico: Рајко Ђурић (Malo Orasje, Belgrado, República Federal Socialista de Yugoslavia, 3 de octubre de 1947 - Belgrado, Serbia, 2 de noviembre de 2020) fue un escritor, académico, político y periodista serbio. Fungió como líder de la Unión Roma de Serbia, así como de varias campañas dedicadas a su pueblo.

## Biografía
Estudió filosofía en la Facultad de Filosofía de Belgrado (1967 - 1972). En 1986 obtuvo un Doctorado de Sociología al escribir la tesis Cultura de la población romaní en SFR Yugoslavia. En 1991 se trasladó a Berlín para evitar las consecuencias de la guerras yugoslavas. 
Escribió más de 500 artículos y unos 34 libros, y trabajaba también en el cine, incluso colaboró en un film (Skupljaci perja) de Aleksandar Petrović y fue también el coguionista de la película Tiempo de los gitanos (Dom za vešanje) de Emir Kusturica. Hasta salir de Yugoslavia, fue el redactor jefe de la sección cultural del diario Politika en Belgrado. Fue el presidente de la Unión Romaní Internacional, y fue el Secretario General del Centro Romaní de PEN Internacional. Sus obras literarias han sido traducidas a más de cinco idiomas. 
Đurić falleció en Belgrado a la edad de 73 años.

## Publicaciones
- Kheresko Bi-Bi limoresko, 1979
- Purano svato o durante themestar, 1980
- A i U - Un tailandés U, 1982
- Kultur und der Roma interkulturelle Beziehungen, 1988-1990
- Paradigmen in der Kultur der Roma, 1992
- Die Kultur und der Roma sinti, 1993